# Matschieboomkangoeroe
De Matschieboomkangoeroe (Dendrolagus matschiei) is een zoogdier uit de familie van de kangoeroes (Macropodidae). De wetenschappelijke naam van de soort werd voor het eerst geldig gepubliceerd door Förster & Rothschild in 1907. De soort is genoemd naar de Duitse zoöloog Paul Matschie.

## Kenmerken
De vacht is grotendeels bruin, met goudkleurige ledematen en staart. De kop-romplengte bedraagt 412 tot 625 mm, de staartlengte 408 tot 685 mm, de achtervoetlengte 91,3 tot 125 mm en de oorlengte 48 tot 62 mm.

## Leefwijze
De Matschieboomkangoeroe is voornamelijk overdag actief en waarschijnlijk solitair.

## Voortplanting
In gevangenschap gaat de voortplanting het hele jaar door. De draagtijd, ongeveer 44 dagen, is de langste van alle buideldieren. De jongen steken na 22 weken voor het eerst hun kop uit de buidel, na 27,5 weken eten ze voor het eerst zelfstandig, na 28 weken verlaten ze de buidel voor het eerst en na 41 weken verlaten ze de buidel definitief. Daarna wordt het vrouwtje weer zwanger.

## Verspreiding
Deze soort komt voor op het Huonschiereiland, Umboi en Mount Agulupella (Nieuw-Brittannië) in Papoea-Nieuw-Guinea. Waarschijnlijk is alleen de populatie op het Huonschiereiland inheems. Daar leeft hij op 1000 tot 3300 m hoogte.